# Immortals Fenyx Rising
Immortals Fenyx Rising (изначально известна как Gods and Monsters) — игра в жанре action-adventure с перспективой от третьего лица, разработанная компанией Ubisoft Quebec, издателем является Ubisoft. Игра была выпущена 3 декабря 2020 года для Windows, Nintendo Switch, PlayStation 4, PlayStation 5, Xbox One, Xbox Series X/S и для облачных сервисов Amazon Luna и Stadia.
История проходит в виде диалога между богами Прометеем и Зевсом, в ходе которого повествуется история о путешествии героя по имени Феникс, целью которого является спасти своего брата, обращенного в камень, и спасти мир от злобного Тифона.

## Игровой процесс
В начале игроки могут настроить пол, голос и внешний вид Феникса, используя кресло красоты Афродиты. В любой момент игры они могут вернуться туда, чтобы внести изменения. Действие игры разворачивается в большом открытом мире, состоящем из семи различных регионов, вдохновленных богами Древнегреческих мифов. Игрока сопровождает птица-компаньон по имени Фосфор, которая может определять интересующие места на карте. Феникс может быстро путешествовать по миру, взбираясь по скалам, ездить верхом, а также летать, используя крылья Дедала. Полный открытый мир будет доступен с самого начала игры. По мере того, как игроки исследуют мир, они будут сталкиваться с разломами, которые телепортируют их в Хранилища Тартара, которые представляют собой несколько платформерных испытаний, требующих от игроков использования как боевых способностей Феникса, так и способностей перемещения. Игроки также могут выполнять различные побочные задания и решать дополнительные головоломки.
Мир Златого острова населен различными врагами, вдохновленными греческой мифологией, — от минотавров до циклопов. Есть два типа ближнего боя: легкие атаки мечом — быстрые, но слабые, а тяжелые атаки топором медленные, зато более мощные. Феникс также может использовать лук и стрелы, чтобы побеждать врагов. Игрокам необходимо управлять выносливостью Феникса во время боя, так как она будет тратиться во время использования боевых приёмов. По мере прохождения игры, игрокам будут открываться могущественные божественные способности. Например, Феникс может разблокировать Гнев Ареса, группу копий, которые подбрасывают врагов в воздух. Доспехи и оружие также можно улучшить, собрав достаточно ресурсов для крафта.

## Сюжет
Проведя эоны (от др.-греч. αἰών — «вечность», век, эпоха) в заточении под горой Зевса, Тифону удается сбежать и отомстить олимпийским богам, оторвав их от их божественной сущности и лишив их сил. Зевс убегает и встречает Прометея, стремясь заручиться его помощью в битве с Тифоном. Вместо этого Прометей заключил пари с Зевсом, что, если Тифона удастся победить простому смертному, то он будет освобожден из своего заточения. Затем Прометей использует свою силу предвидения, чтобы рассказать историю Феникса.

## Разработка
Игра была разработана Ubisoft Quebec, компанией, отвечающей за игру Assassin's Creed Odyssey. Директор игры Скотт Филлипс добавил, что проект возник из-за ошибки программного обеспечения, обнаруженной командой во время разработки Одиссеи, которая превратила людей в команде игрока в гигантских циклопов. Таким образом и появилось решение создать отдельную игру, повествующую о мифах Древней Греции. Благодаря тому, что Одиссея была положительно принята игроками, руководство Ubisoft согласилось дать проекту зелёный свет.
Игра была официально анонсирована под названием Gods and Monsters во время выставки E3 2019. Первоначально выход игры должен был состояться 26 февраля 2020 года, но в октябре 2019 года выход игры был отложен после того, как очередной выход игры из другой франшизы Ubisoft, Tom Clancy’s Ghost Recon Breakpoint, стал коммерчески провальным. По словам Ubisoft, пауза дала команде разработчиков дополнительное время, чтобы «убедиться в том, что их соответствующие нововведения идеально реализованы, чтобы обеспечить желаемые впечатления для игроков». Студия из Квебека использовала дополнительное время, чтобы добавить Зевса и Прометея в качестве рассказчиков истории игры, заменив греческого поэта Гомера, который изначально был в этой роли. Незавершенная сборка игры просочилась на Stadia под кодовым названием Orpheus в июне 2020 года. Вскоре игра была повторно представлена Immortals Fenyx Rising 10 сентября 2020 года. Студия решила переименовать игру, чтобы отразить её повествовательную направленность и сделать больший акцент на главном герое игры Фениксе. Поводом для данного изменение стали споры на тему товарного знака с компанией Monster Energy, которым не понравилось предыдущее название Gods and Monsters, обосновывая это, как возможное возникновение путаницы.
Сейчас наших героев все время показывают на камеру. Мы видим, как они эгоистичны, мы видим, как они неуклюже падают с лестницы, мы видим, как они совершают всевозможные ошибки. В то же время каждый находится под таким давлением, что нужно создать свою Instagram историю, нужно иметь идеальные отношения, идеальную еду, идеальный дом, все это давление, чтобы быть идеальным, но одновременно с этим становится все более невозможно быть идеальным. Я чувствую, что [греческая] мифология - идеальный объектив для исследования этой ситуации.
Джеффри Йохалем, который ранее писал сценарии для таких игр Ubisoft, как Assassin's Creed II, Far Cry 3, и Child of Light, был назначен нарративным директором и ведущим сценаристом игры. Для написания юмора в игре — в особенности того, что был в диалоге между Зевсом и Прометеем — Джеффри вдохновлялся такими кинолентами, как Робин Гуд: Мужчины в трико, Принцесса-невеста, и Голый пистолет. Что касается адаптации греческой мифологии для современной аудитории, Йохалем объяснил, что он не хотел избегать более темных сторон богов и героев (приводя в качестве примера похищение Тесеем Елены Троянской), а, наоборот, хотел специально выделить эти аспекты с помощью более современной перспективы, так как она «[говорит] о нашем текущем политическом климате и о том, кем мы являемся как люди в социальных сетях.» Йохалем считал, что способность греческих богов и героев совершать злые поступки делала их более человечными, говоря, что «греки верили в баланс, в котором то, что делает нас людьми и делает нас целостными, является нашими сильными и слабыми сторонами.»
Гарет Кокер, работавший ранее над Ori and the Blind Forest и сиквелом Ori and the Will of the Wisps, написал музыку для игры. Во время работы он использовал древнегреческие инструменты, такие как лира и кифара. Кокер специально заказал инструменты в Греции и перевез их через Атлантику.
Игра была выпущена 3 декабря 2020 года для платформ Windows, Nintendo Switch, PlayStation 4, PlayStation 5, Xbox One, and Xbox Series X and S и для облачного сервиса Stadia. Бесплатная демо-версия была выпущена для обладателей Stadia до официального выхода игры.

## Дополнительный контент
Первое из трёх дополнений для игры, Новый Бог, выпущено 28 января 2021 года. Дополнения Мифы восточных земель и Пропавшие Боги будут выпущены позже в том же году и представят новых игровых персонажей.

## Отзывы и критика
| Сводный рейтинг       | Сводный рейтинг                                   |
| Агрегатор             | Оценка                                            |
| --------------------- | ------------------------------------------------- |
| Metacritic            | (NS) 78/100 (PC) 79/100 (PS5) 76/100 (XSX) 80/100 |
| Иноязычные издания    |                                                   |
| Издание               | Оценка                                            |
| Destructoid           | 7/10                                              |
| Edge                  | 6/10                                              |
| EGM                   | [ 25 ]                                            |
| Game Informer         | 9/10                                              |
| GameRevolution        | 3/5                                               |
| GameSpot              | 7/10                                              |
| Hardcore Gamer        | 4,5/5                                             |
| IGN                   | 7/10                                              |
| Nintendo Life         | [ 31 ]                                            |
| Nintendo World Report | 6/10                                              |
| PC Gamer (US)         | 72/100                                            |
| Push Square           | [ 34 ]                                            |
| Shacknews             | 8/10                                              |
| VG247                 | [ 35 ]                                            |

Согласно Metacritic, Immortals Fenyx Rising получила «преимущественно положительные» отзывы. Удостоились похвалы повествование истории, юмор, боевая система, прогресс персонажа, саундтрек и дизайн открытого мира. Из недостатков выделили вторичность и отсутствие инноваций.

## Рекомендации
1. 1 2  Gartenberg C. Ubisoft’s Immortals Fenyx Rising is a familiar-feeling take on Breath of the Wild (англ.): Hands-on impressions of the game formerly known as Gods & Monsters — 2020.
2. 1 2  Steam — 2003.
3. ↑  Tach, Dave. Hands on with gods and monsters in Immortals Fenyx Rising (англ.). Polygon (10 сентября 2020). Дата обращения: 11 сентября 2020. Архивировано 12 сентября 2020 года.
4. 1 2 3 4  Wallace, Kimberly. Five Big Takeaways From Our Hands-On With Immortals Fenyx Rising (англ.). Game Informer (10 сентября 2020). Дата обращения: 11 сентября 2020. Архивировано 12 сентября 2020 года.
5. ↑  Yang, George. Immortals Fenyx Rising Brings Open-World Mythological Adventure in December (англ.). The Escapist (10 сентября 2020). Дата обращения: 26 ноября 2020. Архивировано 3 мая 2021 года.
6. 1 2  Mejia, Ozzie. Immortals Fenyx Rising review: Birth of a legend (англ.). Shacknews (30 ноября 2020). Дата обращения: 30 ноября 2020. Архивировано 10 апреля 2021 года.
7. ↑  Gartenberg, Chaim. Ubisoft's Immortals Fenyx Rising is a familiar-feeling take on Breath of the Wild (англ.). The Verge (10 сентября 2020). Дата обращения: 11 сентября 2020. Архивировано 11 сентября 2020 года.
8. 1 2  Phillips, Tom. Immortals Fenyx Rising is a messy mash-up of the best Nintendo and Ubisoft games this generation (англ.). Eurogamer (10 сентября 2020). Дата обращения: 11 сентября 2020. Архивировано 11 сентября 2020 года.
9. ↑  Bukacek, Jacob. E3 2019: Ubisoft Announces Gods and Monsters (англ.). Hardcore Gamer (10 июня 2019). Дата обращения: 11 сентября 2020. Архивировано 31 октября 2020 года.
10. ↑  Wales, Matt. Ubisoft delays Watch Dogs Legion, Gods & Monsters, Rainbow Six Quarantine (англ.). Eurogamer (25 октября 2019). Дата обращения: 11 сентября 2020. Архивировано 24 октября 2019 года.
11. ↑  Oloman, Jordan. Gods and Monsters Gameplay Leaks Due To Google Stadia Bug (англ.). IGN (12 июня 2020). Дата обращения: 11 сентября 2020. Архивировано 14 января 2021 года.
12. ↑  Ramee, Jordan. Why Gods & Monsters Is Now Called Immortals Fenyx Rising (англ.). GameSpot (10 сентября 2020). Дата обращения: 11 сентября 2020. Архивировано 2 ноября 2020 года.
13. ↑  Nunneley, Stephany. Gods and Monsters' name changed due to Monster Energy contesting trademark (англ.). VG247 (15 сентября 2020). Дата обращения: 15 сентября 2020. Архивировано 20 декабря 2020 года.
14. 1 2  Burrows, Adrian. Interview: Jeffrey Yohalem discusses the myths and comedy that made Immortals Fenyx Rising (англ.). The Sixth Axis (30 октября 2020). Дата обращения: 4 декабря 2020. Архивировано 3 мая 2021 года.
15. ↑  Makuch, Eddie. Immortals Fenyx Rising Adds Halo Infinite Composer, Listen To The Main Theme Here (англ.). GameSpot (10 сентября 2020). Дата обращения: 11 сентября 2020. Архивировано 1 ноября 2020 года.
16. ↑  Skrebels, Joe. Immortals Fenyx Rising Officially Announced, Coming in December (англ.). IGN (11 сентября 2020). Дата обращения: 11 сентября 2020. Архивировано 13 октября 2020 года.
17. ↑  Maguid, Youssef. Immortals Fenyx Rising – Take on the Challenges of the Gods In New DLC On January 28 (англ.). Ubisoft (22 января 2021). Дата обращения: 5 февраля 2021. Архивировано 19 апреля 2021 года.
18. ↑  Immortals Fenyx Rising – What To Look Forward To (англ.). Ubisoft (12 декабря 2020). Дата обращения: 5 февраля 2021. Архивировано 11 апреля 2021 года.
19. 1 2  Immortals: Fenyx Rising for Nintendo Switch Reviews (англ.). Metacritic. Дата обращения: 1 февраля 2021. Архивировано 2 марта 2021 года.
20. 1 2  Immortals: Fenyx Rising for PC Reviews (англ.). Metacritic. Дата обращения: 1 февраля 2021. Архивировано 2 марта 2021 года.
21. 1 2  Immortals: Fenyx Rising for PlayStation 5 Reviews (англ.). Metacritic. Дата обращения: 1 февраля 2021. Архивировано 4 марта 2021 года.
22. 1 2  Immortals: Fenyx Rising for Xbox Series X Reviews (англ.). Metacritic. Дата обращения: 1 февраля 2021. Архивировано 7 мая 2021 года.
23. ↑  Carter, Chris. Review: Immortals Fenyx Rising (англ.). Destructoid (4 декабря 2020). Дата обращения: 4 декабря 2020. Архивировано 20 апреля 2021 года.
24. ↑  Edge staff. Immortals Fenyx Rising review (англ.) // Edge. — Future plc, 2021. — February (no. 354).
25. ↑  Goroff, Michael. Immortals Fenyx Rising review (англ.). Electronic Gaming Monthly (30 ноября 2020). Дата обращения: 30 ноября 2020. Архивировано 21 апреля 2021 года.
26. ↑  Shea, Brian. Immortals Fenyx Rising Review – Divine Inspiration (англ.). Game Informer (30 ноября 2020). Дата обращения: 30 ноября 2020. Архивировано 11 апреля 2021 года.
27. ↑  Leri, Michael. Immortals Fenyx Rising Review - Breath of the Mild (англ.). Game Revolution (30 ноября 2020). Дата обращения: 30 ноября 2020. Архивировано 11 апреля 2021 года.
28. ↑  Vazquez, Suriel. Immortals Fenyx Rising Review (англ.). GameSpot (30 ноября 2020). Дата обращения: 30 ноября 2020. Архивировано 19 февраля 2021 года.
29. ↑  Cunningham, James. Review: Immortals: Fenyx Rising (англ.). Hardcore Gamer (30 ноября 2020). Дата обращения: 30 ноября 2020. Архивировано 30 декабря 2020 года.
30. ↑  Shea, Carm. Immortals Fenyx Rising Review (англ.). IGN (30 ноября 2020). Дата обращения: 30 ноября 2020. Архивировано 3 мая 2021 года.
31. ↑  Gray, Kate. Immortals Fenyx Rising Review (Switch) (англ.). Nintendo Life (30 ноября 2020). Дата обращения: 30 ноября 2020. Архивировано 21 апреля 2021 года.
32. ↑  Zawodniak, Matthew. Immortals: Fenyx Rising (Switch) Review (англ.). Nintendo World Report (30 ноября 2020). Дата обращения: 30 ноября 2020. Архивировано 6 марта 2021 года.
33. ↑  Kelly, Andy. Immortals Fenyx Rising review (англ.). PC Gamer (30 ноября 2020). Дата обращения: 30 ноября 2020. Архивировано 17 мая 2021 года.
34. ↑  Croft, Liam. Immortals Fenyx Rising Review (PS5) (англ.). Push Square (30 ноября 2020). Дата обращения: 30 ноября 2020. Архивировано 6 марта 2021 года.
35. ↑  Aitken, Lauren. Immortals Fenyx Rising review: A proper good Greek mythology action game (англ.). VG247 (30 ноября 2020). Дата обращения: 30 ноября 2020. Архивировано 26 марта 2021 года.